# Sankt Paul im Lavanttal
Sankt Paul im Lavanttal è un comune austriaco di 3 369 abitanti nel distretto di Wolfsberg, in Carinzia; ha lo status di comune mercato (Marktgemeinde). Nel 1957 ha inglobato il comune soppresso di Legerbuch e nel 1973 quello di Sankt Georgen im Lavanttal, tornato autonomo nel 1991.